# 長松螺
長松螺（学名：Siphonaria sipho）为松螺科松螺屬下的一个种。